# 水晶缽
水晶缽（crystal singing bowls），是普遍利用石英砂製成的缽。透過敲擊缽，可產生類似梵音的音樂。也有許多瑜珈或心靈療程以其為招牌。該缽依大小單價可高可低。

## 水晶缽音樂
舉凡山海，宇宙，時空，日月星辰，日食，世界；聖地，緬懷聖人，出生，死亡。而大多數沒有特意命名的音樂即為Glass Music一種。

## 外部連結
- Crystalian くりすたり庵 （页面存档备份，存于）
- Crystal tones （页面存档备份，存于）
- 傾．聽．心．聲 FB
- 好有感覺音樂 FB

1. ↑  .   [2019-02-24]. （原始内容存档于2019-02-24）.
2. ↑  .   [2019-02-24]. （原始内容存档于2015-08-31）.